# Hamas
Ḥamās, acronimo di Ḥarakat al-Muqāwama al-Islāmiyya (in arabo حركة المقاومة الاسلامية‎?, Movimento Islamico di Resistenza, ovvero حماس, «entusiasmo, zelo, spirito combattente») è un'organizzazione politica e militare palestinese islamista, sunnita e fondamentalista, centrale nel conflitto israelo-palestinese. È classificata come terroristica da alcuni Stati, mentre da altri è considerata una legittima organizzazione di resistenza.
Fondata dallo shaykh Aḥmad Yāsīn, da ʿAbd al-ʿAzīz al-Rantīsī e da Mahmud al-Zahar nel 1987 sotto la pressione della Prima intifada come braccio operativo dei Fratelli Musulmani in Palestina, Ḥamās ha un doppio profilo: da un lato è un partito politico che partecipa alle istituzioni palestinesi, dall'altro mantiene un braccio militare, le Brigate Ezzedin al-Qassam, con cui conduce attacchi armati contro Israele e l'occupazione dei territori palestinesi.
L'ala politica di Ḥamās gestisce ampi programmi sociali e ha guadagnato popolarità nella società palestinese con l'istituzione di ospedali, sistemi di istruzione, biblioteche e altri servizi in tutta la Striscia di Gaza. Anche grazie a questi, Ḥamās ha vinto diverse elezioni amministrative - a Gaza, Qalqilya, Nablus -, e nel gennaio 2006 ha vinto a sorpresa le elezioni legislative palestinesi, ottenendo 74 dei 132 seggi contro i 45 di Al Fatah. A seguito della battaglia di Gaza del 2007 tra le due fazioni, Ḥamās ha preso il controllo completo della Striscia, che da allora controlla e da allora é sottoposta a blocco da parte di Israele, mentre Al Fatah ha assunto il controllo dell'Autorità Nazionale Palestinese in Cisgiordania, mettendo fuorilegge le milizie di Ḥamās.
Il 7 ottobre 2023, Ḥamās ha lanciato il più grande attacco in territorio israeliano dalla guerra arabo-israeliana del 1948, uccidendo circa 1.200 persone e prendendone in ostaggio circa 250, rivendicando l'azione come "atto difensivo" contro l'occupazione. L'attacco ha portato alla dichiarazione di guerra da parte di Israele e dato inizio alla Guerra Israele-Hamas (guerra di Gaza), tuttora in corso.

## Nomi
Non vi è accordo sul reale significato della parola "Ḥamās". Ḥamās è un acronimo della frase in arabo  حركة المقاومة الاسلامية‎? ovvero Ḥarakat al-Muqāwama al-Islāmiyya: "Movimento di Resistenza Islamico", ma in arabo la parola "ḥamās" significa anche "entusiasmo", "zelo" o "spirito combattente". La parola "Ḥamās" presenta anche un'assonanza con la parola ebraica, non etimologicamente correlata, חמס (IPA /xa'mas/) "violenza".
Altre volte gli armati di Ḥamās si definiscono Studenti di Ayāsh, Studenti dell'Ingegnere, Unità Yaḥyà Ayāsh, in onore di Yahya Ayyash, l'artefice degli esplosivi che causarono la morte di più di 50 israeliani e che fu ucciso nel 1996.

## Storia
Ḥamās nasce inizialmente presso i campi dall'azione dei profughi palestinesi aderenti ai Fratelli Musulmani.
Fino alla guerra dei sei giorni del 1967 Gaza era controllata dall'Egitto e in questo il presidente Gamal Abd el-Nasser contrastava fortemente i gruppi estremisti come i Fratelli musulmani. Dopo la guerra Gaza venne controllata da Israele e quindi il gruppo ebbe maggiori libertà di movimento.

### Origini
Il gruppo fu finanziato direttamente e indirettamente durante gli anni 1970 e anni 1980 da vari Stati, ad esempio Arabia Saudita e Siria. A quel tempo, il braccio politico-caritatevole di Ḥamās era ufficialmente registrato e riconosciuto in Israele. Lo stesso Menachem Begin, appena eletto Primo ministro per il partito Likud nel 1977, diede l'assenso alla regolare registrazione in Israele della «al-Mujammaʿ al-Islāmī» (Associazione Islamica), movimento collegato ai Fratelli Musulmani e fondato dallo Shaykh Ahmed Yassin.
Alcuni esperti pensano che, sebbene Israele non abbia mai sostenuto direttamente Ḥamās, abbia indirettamente favorito un supporto ad Ḥamās e le avrebbe permesso di esistere perché si opponesse al movimento laico di resistenza palestinese di Al Fatah, fondato e guidato da Yasser Arafat.
Citiamo per tutti, Tony Cordesman, l'analista per il Medio Oriente del Center for Strategic Studies: Israele «ha aiutato Hamas in modo diretto e indiretto per usarla come antagonista dell'OLP».
Il gruppo si astenne dalla politica durante gli anni 1970 e i primi anni 1980, concentrandosi su problemi etici e sociali, come la corruzione, l'amministrazione degli awqāf (fondazioni pie) e l'organizzazione di progetti comunitari. Verso la metà degli Anni ottanta, tuttavia, il movimento fu sottoposto all'ascesa del bellicoso sceicco cieco Ahmed Yassin e iniziarono forti attriti e scontri con gli altri gruppi palestinesi, principalmente di ispirazione laica. Nel 1984, a seguito di una segnalazione da parte di membri di Al Fatah, l'IDF individuò un deposito di armi del gruppo di Yāsīn. Lo stesso, arrestato e interrogato, affermò che le armi non sarebbero state impiegate contro Israele, ma contro i gruppi palestinesi antagonisti: questo e l'idea che il suo gruppo non costituisse una minaccia contro la nazione ebraica (che allora vedeva l'OLP come suo principale nemico) lo portò ad essere scarcerato dopo un anno.

### La fondazione
L'acronimo "Ḥamās" apparve per la prima volta nel 1987 in un volantino che accusava i servizi segreti israeliani di minare la fibra morale dei giovani palestinesi per poterli reclutare come collaborazionisti. L'uso della forza da parte di Ḥamās apparve quasi contemporaneamente alla prima Intifāḍa, iniziando con "azioni punitive contro i collaborazionisti", progredendo verso obiettivi militari israeliani ed infine con azioni terroristiche che prendevano di mira i civili. Così come i suoi metodi sono cambiati dalla sua nascita, è cambiata anche la sua retorica, che adesso afferma che i civili israeliani sono "bersagli militari", in virtù del fatto di vivere in uno Stato altamente militarizzato in cui vige la coscrizione. Nel frattempo sono nate anche alcune correnti all'interno del gruppo.

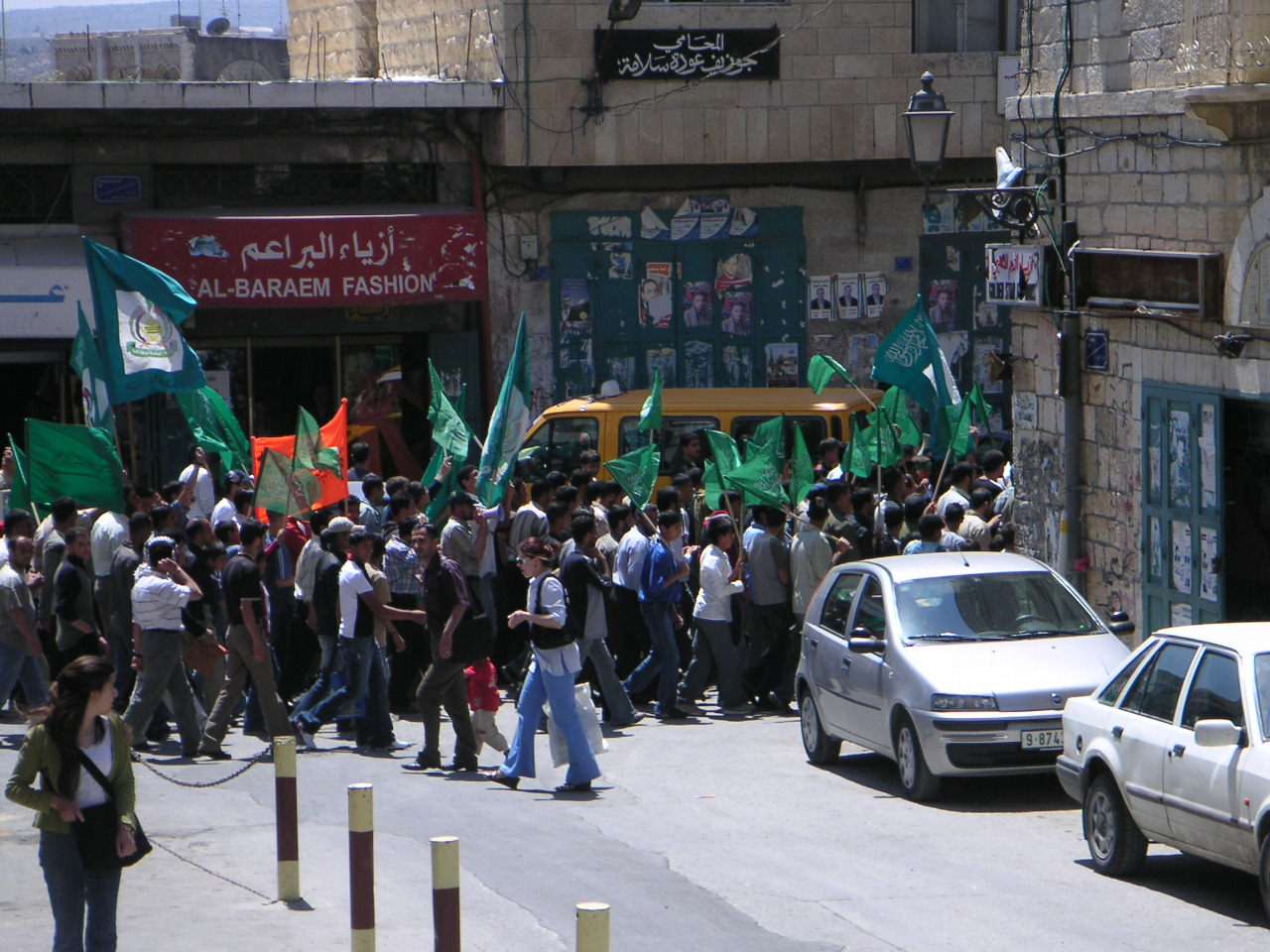
Manifestazione a favore di Ḥamās a Betlemme

Secondo la bibliografia semi-ufficiale di Ḥamās Truth and existence, l'organizzazione si è evoluta attraverso quattro fasi principali:
1. 1967-1976: Costituzione dei Fratelli Musulmani nella Striscia di Gaza per far fronte all'oppressivo dominio israeliano.
2. 1976-1981: Espansione geografica tramite partecipazione o in alcuni casi fondazione di associazioni professionali nella Striscia di Gaza e in Cisgiordania, come al-Mujammaʿ al-islāmī, al-Jamʿiyya al-islāmiyya e l'Università Islamica di Gaza.
3. 1981-1987: Ḥamās esercita una certa influenza politica attraverso la fondazione di meccanismi di azione e di preparazione alla lotta armata.
4. 1987: Fondazione di Ḥamās come braccio combattente dei Fratelli Musulmani in Palestina, col piano di attuarvi un continuo jihād.

Molti esperti concordano che la "vera" storia di Ḥamās inizia solo nel momento della scalata al potere a metà degli anni '80: loro opinione è che prima fosse una organizzazione con una visione politica estremamente limitata.
Mentre questo riflette le attività di Ḥamās nella Striscia di Gaza, i loro colleghi in Cisgiordania ebbero uno sviluppo molto differente, all'inizio con meno enfasi nella creazione o nel controllo di istituzioni pubbliche. Il movimento dei Fratelli Musulmani in Cisgiordania costituì una parte integrante del movimento islamico giordano, che per molti anni è stato allineato con il regime hashemita. Inoltre, i Fratelli Musulmani in Cisgiordania avevano un profilo socioeconomico più elevato - commercianti, proprietari terrieri, burocrati e professionisti della borghesia. Entro la metà degli anni ottanta, i Fratelli Musulmani controllavano una significativa parte delle posizioni nelle istituzioni religiose della Cisgiordania.
L'ala militare di Hamas, nata nel 1992, è rappresentata dalle Brigate ʿIzz al-Dīn al-Qassām, in memoria dello Shaykh Izz al-Din al-Qassam, il padre della moderna resistenza fondamentalistica arabo-islamica, ucciso dai britannici nel 1935.
Il 26 gennaio 2004, uno dei capi di Ḥamās, il medico pediatra Abd al-Aziz al-Rantissi, offrì una tregua (hudna) di 10 anni, con ripresa della guerra passato questo periodo di tempo, in cambio del totale ritiro da parte di Israele dei territori conquistati durante la Guerra dei sei giorni del 1967 e l'istituzione di uno Stato palestinese, offerta ripetuta dopo la vittoria alle elezioni legislative del 2006, accettando l'iniziativa di pace araba del 2002. Il capo di Hamas Ahmed Yassin affermò che il gruppo avrebbe accettato uno Stato palestinese in Cisgiordania e Gaza. Rantissi ammise che "Allo stato attuale delle cose, sarebbe stato difficile liberare tutta la nostra nazione, pertanto accettiamo una liberazione in fasi."

### La radicalizzazione
Venne quindi eletto come capo di Ḥamās a Gaza Abd al-Aziz al-Rantissi (esponente dell'ala più radicale del gruppo), che minaccia Israele, annunciando che i suoi cittadini sarebbero stati colpiti ovunque.

Nell'aprile del 2004 anche Rantissi rimase vittima di una "omicidio mirato", compiuto con un missile lanciato da un aereo israeliano.
Il 25 gennaio 2006 Ḥamās vinse con il 44% circa dei voti le elezioni legislative, contro il 41% di Al Fatah. Precedentemente alle elezioni aveva dichiarato una sospensione delle sue azioni, decisione non sempre rispettata dai gruppi di militanti che fanno parte della sua struttura, e seguita nell'aprile del 2006 dalla rinuncia agli attacchi terroristici, ritenuti non più compatibili con la "nuova era in cui era entrata l'organizzazione.
A seguito della vittoria, grande preoccupazione è stata manifestata nel mondo occidentale a causa della natura del movimento, da molti ritenuta terroristica. L'Unione europea ha vincolato la prosecuzione del sostegno all'Autorità Nazionale Palestinese a Tre princìpi, definite dalla comunità internazionale:
- Ḥamās deve rinunciare alla lotta armata;
- Ḥamās deve riconoscere il diritto di Israele ad esistere;
- Ḥamās deve appoggiare chiaramente il processo di pace nel Vicino Oriente, come deciso in base agli accordi di Oslo.

A capo del governo palestinese siede per la prima volta un leader di Ḥamās, Isma'il Haniyeh.

### Il controllo della Striscia di Gaza
Dal 2007, a seguito della guerra civile a Gaza con l'organizzazione palestinese rivale Fatah, Ḥamās ha assunto il controllo della Striscia di Gaza, mentre la zona cisgiordana è rimasta sotto il controllo di al-Fatah e del Presidente dell'ANP, Mahmūd Abbās (Abu Mazen). Quest'ultimo è di fatto rimasto l'interlocutore ufficiale dei paesi occidentali per quello che riguarda lo Stato di Palestina, pur non essendo il suo governo espressione del risultato delle elezioni del 2006, in cui ottenne solo 45 dei 132 seggi contro i 74 di Hamas.
Va precisato che quella parte della popolazione palestinese che ha partecipato alle elezioni si trova esclusivamente nei cosiddetti "Territori Occupati" (Striscia di Gaza e Cisgiordania) della Palestina. Una porzione secondo alcune stime pari a tre quarti della popolazione palestinese, residente dal 1948 in poi negli svariati campi profughi al di fuori della Palestina, non risiedendo nei territori occupati, non ha diritto di voto né per le elezioni palestinesi, né per quelle degli Stati in cui i palestinesi risiedono, fruendo dello status di rifugiato politico.
Nel 2017, Hamas rinnovato il proprio programma politico, accettando la delimitazione del territorio dello Stato di Palestina entro i confini del 1967, pur senza riconoscere in modo esplicito la legittimità dello Stato israeliano. Contestualmente, Hamas ha preso le distanze dalla Fratellanza Musulmana.
Nell'ottobre 2023 Hamas ha lanciato una offensiva anche all'interno dei confini di Israele terminata nel rientro nella striscia di Gaza con circa 200 ostaggi israeliani, che ha risposto con un'invasione militare della Striscia di Gaza. Durante tali eventi entrambe le parti sono state accusate di aver commesso diversi crimini di guerra.
Nell'aprile 2024, poco prima di essere assassinato, l'allora leader politico Ismāʿīl Haniyeh ha affermato che Hamas sarebbe pronta a sciogliere l'ala militare nel caso di creazione di uno Stato di Palestina entro i confini del 1967.
Nel maggio 2024 la Corte Penale Internazionale ha chiesto l'arresto dei leader di Hamas Yahya Sinwar, Ismāʿīl Haniyeh e Mohammed Deif, per crimini di guerra e contro l'umanità, nella stessa occasione in cui analoga richiesta veniva fatta per il premier israeliano Benjamin Netanyahu e il ministro della difesa Yoav Gallant.

### Rapporti con il Libano
Nel corso degli anni, Hamas è stato operativo anche nel vicino Libano, dove collabora con le milizie locali di Hezbollah con cui condivide la partecipazione al cosiddetto Asse della Resistenza a guida iraniana. Dal Libano, Hamas ha avviato azioni di reclutamento e attacchi missilistici verso Israele. La presenza di Hamas nel paese ha creato tensioni con le autorità statali libanesi.

## Politica

### Previdenza sociale e istruzione
Ḥamās promuove diversi programmi che l'organizzazione considera di previdenza sociale e istruzione a favore della popolazione palestinese. Da parte dei suoi oppositori, tali programmi sono considerati invece come parte di una politica parastatale, come esercizi per la propaganda e il reclutamento, o come entrambi. In ogni modo, queste attività sociali di Hamās sono profondamente radicate nella Striscia di Gaza. Includono istituti religiosi, medici e in generale aiuti sociali ai civili meno abbienti. L'attività di Ḥamās  in questi ambiti è separata da quella di'assistenza umanitaria fornita dall'UNRWA (United Nations Relief Works Agency). Nel dicembre del 2001, il fondo caritatevole Holy Land Foundation for Relief and Development è stato accusato di finanziare Ḥamās.
Hamās può contare su un numero sconosciuto di fedelissimi e su decine di migliaia di simpatizzanti e aiutanti. Riceve soldi da esuli palestinesi, dall'Iran, da benefattori privati in Arabia Saudita e da diversi altri Stati arabi. Raccolte di fondi e campagne di propaganda pro-Ḥamās esistono anche in Europa, America del Nord e America meridionale.
Si ritiene che Ḥamās abbia decine di siti web; una lista aggiornata è consultabile presso l'Internet-Haganah. Il principale sito web di Ḥamās fornisce traduzioni di comunicati ufficiali e propaganda in svariate lingue: persiano, urdu, malese, russo, inglese e naturalmente arabo.
Nella Striscia di Gaza, l'Autorità Nazionale Palestinese sta perdendo potere a beneficio di Ḥamās, in particolar modo nel campo profughi di Jabāliya, nelle sue vicinanze e a Dayr al-Balāh al centro della Striscia, ad Abasan e nella regione del Dahaniyeh nel sud.
Il governo a Gaza annuncia la campagna di raccolta di fondi volti a raccogliere $ 25 milioni necessari per ripristinare decine di moschee rovinate dai raid israeliani. 45 moschee sono state completamente distrutte durante la guerra, mentre 55 sono state parzialmente danneggiate.

### Lotta armata
Nel periodo antecedente alla presa di potere a Gaza, in particolare nella seconda metà degli anni '90 e durante il periodo della Seconda Intifāḍa, Ḥamās ha fatto largo uso di azioni terroristiche mediante la tecnica degli attentati suicidi, condotti specialmente contro obiettivi civili come autobus e centri commerciali. Tra i più noti attacchi rivendicati da Hamas ci sono l'attentato di Gerusalemme del 1997, quello di Rishon LeZion del 2002, il massacro del bus 37 ad Haifa, il massacro di Pesach, nel marzo del 2002, in cui 30 persone furono uccise a Netanya; il massacro sull'autobus numero 20 di Gerusalemme nel novembre dello stesso anno 2002 (11 morti); il massacro sull'autobus numero 2 di Gerusalemme nell'agosto del 2003 (23 morti); l'attacco alla città di Bersheeba nell'agosto del 2004, (15 morti). L'ultimo attentato della Seconda Intifāḍa fu dell'agosto del 2005 che fece 7 feriti, dopodiché Ḥamās rispettò la tregua offerta nel 2004 (hudna).
Ḥamās ha anche attaccato obiettivi militari israeliani. In alcune occasioni ha compiuto esecuzioni sommarie di uomini palestinesi sospettati di collaborazionismo, mentre durante la battaglia di Gaza ha eliminato alcuni rivali di Al Fatah.
Contrariamente agli altri movimenti politici che hanno fatto uso del terrorismo, come il Fronte Popolare o Al Fatah, Ḥamās nel suo Statuto specifica che la sua resistenza all'occupazione si svolgerà solo sul territorio palestinese. Per questa ragione Ḥamās negli anni non ha mai effettuato azioni terroristiche o di guerriglia fuori da Israele o Palestina, differenziandosi dai fedayyin e dalle pratiche terroristiche palestinesi degli anni settanta e ottanta, che invece usavano il terrorismo fuori dai confini per portare l'attenzione dell'opinione internazionale sulla causa palestinese.
Dal 2001 ha più volte attaccato città israeliane nel deserto del Negev (in particolare Sderot e Ascalona) con i razzi Qassam, venendo accusata da Human Rights Watch di crimini di guerra e crimini contro l'umanità.
Secondo Amnesty International Hamas sarebbe colpevole di violazioni dei diritti umani e di aver commesso crimini di guerra, rivolti in particolare contro la popolazione israeliana e palestinese.

## Ideologia

### Statuto di Hamas del 1988
La Carta del Movimento di Resistenza Islamico, ovvero il documento fondatore di Ḥamās, approvato nell'agosto del 1988, non definisce in modo particolare la struttura dell'organizzazione.

La Guida suprema dentro Ḥamās ha il ruolo di massima autorità politica e religiosa, che prende le decisioni più importanti.

Le più alte istituzioni riconosciute di Ḥamās sono il Consiglio (Shura), e l'Ufficio Politico.

La Shura comprende una cinquantina di membri ed è composta da figure di spicco del mondo religioso islamico presenti nel movimento.

Con sede all'estero fuori dai confini della Palestina, per la precisione in Siria, rispondente esclusivamente alla Shurà e diviso al suo interno per competenze specifiche di settore, l'Ufficio Politico funge sostanzialmente da ministero dell'Informazione e degli Esteri.

Poi c'è Daʿwa “La Chiamata”, una rete che gestisce l'attività di reclutamento, di assistenza sociale e di raccolta fondi all'estero.

L'Aʿlām, ente che gestisce le operazioni di propaganda, dell'informazione e dell'indottrinamento ideologico in Palestina.

Questo ente civile possiede una stazione radio ed una televisione, la Al-Aqsa TV.

### Posizioni riguardo a Israele
La carta costitutiva di Hamās del 1988 (poi abrogata nel 2017) dichiarava che il suo obiettivo è di "sollevare la bandiera di Allah sopra ogni pollice della Palestina", cioè di eliminare lo Stato di Israele e sostituirlo con una Repubblica islamica. Questo aspetto rende Hamās una organizzazione politicamente diversa rispetto agli altri movimenti islamisti presenti in tutto il mondo islamico: per statuto infatti, Hamās limita rigidamente la sua attività di lotta di liberazione alla sola Palestina. Questo elemento delimita pertanto l'azione politica di Hamas a una causa strettamente nazionale.
Nello statuto del 1988 (art.11) si affermava che la Palestina non potrà essere ceduta, anche per un solo pezzo, poiché essa appartiene all'Islam fino al giorno del giudizio:
Ciononostante, nel luglio 2009 Khaled Mesh'al, allora capo dell'ufficio politico, ha dichiarato che Hamas era intenzionata a cooperare per una "soluzione del conflitto arabo-israeliano che includesse uno Stato palestinese sui confini del 1967", a condizione che ai rifugiati palestinesi venisse riconosciuto il diritto al ritorno in Israele e che Gerusalemme Est fosse riconosciuta come capitale del nuovo stato. Tale risoluzione, ovvero l'accettazione della soluzione a due Stati, è stata ripetuta varie volte dagli esponenti di Hamas e dai suoi sostenitori.
Nel 2017 Ḥamās ha pubblicato un nuovo Statuto in cui, oltre a cancellare i legami con i Fratelli Musulmani, accetta uno Stato palestinese transitorio entro i confini del 1967 come una "formula di consenso nazionale" (art.20). Tuttavia Israele non è riconosciuto in alcun modo, motivo per cui sono stati espressi dubbi sulle intenzioni dell'organizzazione. Anche in seguito, alcuni portavoce di Ḥamās ribadiranno che il loro obiettivo resta la cancellazione dello Stato di Israele.

### Tesi antisemite e antisioniste nello statuto di Ḥamās
Lo statuto originale di Ḥamās del 1988 incorporava una serie di tesi antisemite.
In più punti del documento si ricordava come il jihād sia un obbligo religioso per i fedeli musulmani. L'art. 7 presentava il jihād contro il sionismo come rispondente alle parole proferite da Maometto - secondo Bukhari e Muslim -, per le quali i musulmani combatteranno ed uccideranno gli ebrei:
Vari articoli poi contenevano teorie cospiratorie riferibili all'immaginaria cospirazione ebraica descritta nel classico testo antisemita dei Protocolli dei Savi di Sion, citato esplicitamente all'art. 32. In particolare si indicavano la Massoneria, il Lions Clubs International e il Rotary come organizzazioni dedite allo spionaggio e alla promozione del sionismo, responsabili delle rivoluzioni francese e russa, del colonialismo degli "Stati imperialisti", di entrambe le guerre mondiali e della creazione dell'ONU - vista come un tassello di un complotto volto al dominio del mondo (art. 22). Al contempo, tali organizzazioni promuoverebbero "il traffico di droga e di alcol di tutti i tipi per facilitare la loro [dei sionisti] opera di controllo e di espansione" (art.28), opera volta come detto al dominio del mondo (art.30).
Due anni dopo la pubblicazione dello statuto, Ḥamās corresse in parte l'interpretazione di quanto affermato, precisando che il suo intento era quello di combattere solo il sionismo in quanto movimento di aggressione e occupazione e non l'ebraismo in quanto credo religioso - anche se nell'uso comune della popolazione palestinese spesso non viene fatta distinzione tra i termini "sionista", "ebreo" e "israeliano".
Lo statuto è stato infine modificato da una nuova Carta nel 2017 in cui le tesi cospirazioniste scompaiono e Ḥamās distingue esplicitamente l'ebraismo dal sionismo, identificando il suo nemico nel secondo (art.14-17), in particolare dichiarando che "il suo conflitto é con il progetto Sionista, non con gli ebrei a causa della loro religione. Ḥamās non lotta contro gli ebrei perché sono ebrei ma lotta contro i Sionisti che occupano la Palestina" (art. 16). Vi si ribadisce tuttavia che "Non ci dev'essere alcun riconoscimento della legittimitá dell'entitá Sionista" (art. 19).

### Negazione dell'Olocausto
Secondo il MEMRI, alcuni tra i massimi leader di Ḥamās avrebbero sostenuto la negazione dell'Olocausto. In particolare ʿAbd al-ʿAzīz al-Rantīsī, che fu cofondatore di Hamas assieme ad Ahmed Yassin, in un articolo sul settimanale al-Risāla avrebbe definito la Shoah «il falso olocausto» e «la più grande delle menzogne» affermando che l'Olocausto non sarebbe mai avvenuto. Avrebbe anche scritto che dietro le azioni dei nazisti vi sarebbero stati i sionisti, in quanto il sionismo stesso avrebbe finanziato il nazismo. Nell'articolo di Rantīsī si dice che "i nazisti ricevettero notevoli aiuti finanziari dalle banche e dai monopoli sionisti, e ciò contribuì alla loro ascesa al potere", precisando che si riferisce alla banca d'investimento berlinese Mendelssohn & Co. (di proprietà ebraica) definendola "banca sionista", che a suo dire avrebbe finanziato il Partito Nazista. Nello stesso articolo l'autore esprimeva sostegno agli storici negazionisti Roger Garaudy, David Irving, Gerd Honsik e Fredrick Töben.

## Accuse di terrorismo

In rosso i Paesi che considerano Ḥamās un'organizzazione terroristica, in arancione i Paesi che considerano tale solo la sua ala militare.

Lo status di Ḥamās varia tra i Paesi: è considerata un'organizzazione terroristica da Unione europea, Stati Uniti, Israele, Canada, Regno Unito, Australia, Nuova Zelanda, Giappone, l´Organizzazione degli Stati Americani, Argentina e, a seguito del 7 ottobre 2023, la Svizzera, mentre il Paraguay classifica come tale solo la sua ala militare. La maggior parte dei Paesi, tra cui India, Cina, Russia, Brasile, Egitto, Arabia Saudita, Emirati Arabi Uniti, Turchia, Iran, Ucraina e Norvegia, non considerano Hamas un'organizzazione terroristica, al pari dell'ONU.

## Azioni legali contro Ḥamās
Nel 2004, una corte federale negli Stati Uniti ha dichiarato Ḥamās colpevole in una causa civile riguardante l'omicidio nel 1996 di Yaron ed Efrat Ungar, vicino Bet Shemesh, in Israele. A Ḥamās è stato ordinato di pagare alle famiglie degli Ungar 116 milioni di dollari. Al momento della stesura di questo paragrafo (aprile 2004), la Corte non ha ancora emesso sentenza circa la responsabilità dell'Autorità Nazionale Palestinese e dell'OLP nel fornire un ipotetico supporto logistico a Ḥamās.

## Personalità di Hamas
- Ahmed Yassin † – Fondatore, ucciso con "omicidio mirato" da Israele nel marzo del 2004
- Abd al-Aziz al-Rantissi † – Cofondatore, ucciso con "omicidio mirato" da Israele nell’aprile del 2004
- Mahmud al-Zahar – Cofondatore di Ḥamās
- Khaled Mesh'al – Presidente dell'Ufficio politico di Ḥamās dal 1996 al 2017
- Isma'il Haniyeh † – Presidente dell'Ufficio politico dal 2017 e già Primo ministro, ucciso con "omicidio mirato" da Israele nel luglio del 2024
- Saleh al-Arouri † – Vicepresidente dell'Ufficio Politico di Ḥamās dal 2017 e comandante fondatore delle Brigate ʿIzz al-Dīn al-Qassām, ucciso con "omicidio mirato" da Israele nel gennaio del 2024
- Abu Marzuq – Vicepresidente dell'Ufficio Politico di Ḥamās dal 1997 al 2014
- Yahya Sinwar † – Capo supremo nella Striscia di Gaza e Presidente dell'Ufficio politico dall'agosto all'ottobre 2024, ucciso durante scontro a fuoco con soldati israeliani
- Ṣalāḥ al-Dīn Shaḥāda † – Comandante delle Brigate ʿIzz al-Dīn al-Qassām, ucciso con "omicidio mirato" da Israele nel luglio del 2002
- Mohammed Deif † – Comandante supremo dell'ala militare di Ḥamās, ucciso con "omicidio mirato" da Israele nel luglio del 2024
- Aḥmad al-Jaʿbarī † – Vicecomandante di Moḥammad Deif e leader di Gaza, ucciso con "omicidio mirato" da Israele nel novembre del 2012
- Marwan Issa † – Vicecomandante di Moḥammad Deif e successore de facto di al-Jaʿbarī nella Striscia di Gaza, ucciso con "omicidio mirato" da Israele nel marzo del 2024
- Muhammad Abu Shamala † – vicecomandante della Brigata Rafah, ucciso con "omicidio mirato" da Israele nell’agosto del 2014
- Mohammed Sinwar † – fratello minore di Yahya Sinwar, ucciso con "omicidio mirato" da Israele nel maggio del 2025
- Ahmad Ghandur † – Comandante militare della Brigata Nord, ucciso con "omicidio mirato" da Israele nel novembre del 2023
- Abu Tir – Figura religiosa e leader di Ḥamās a Gerusalemme
- Shaykh Hasan – Figura religiosa e leader di Ḥamās in Cisgiordania
- Maḥmūd al-Mabḥūḥ † – Comandante assassinato a Dubai da Israele nel gennaio del 2010
- Jamīla al-Shantī † – unica donna leader[98], membro del Consiglio legislativo palestinese fino alla sua uccisione da parte di Israele nell'ottobre del 2023